# Salmis
Le salmis, abréviation de salmigondis, est une sauce accompagnant généralement le gibier à plume, mais aussi les petits et gros gibiers à poils. C'est un ragoût de viande sautée ou rôtie.

## Définition

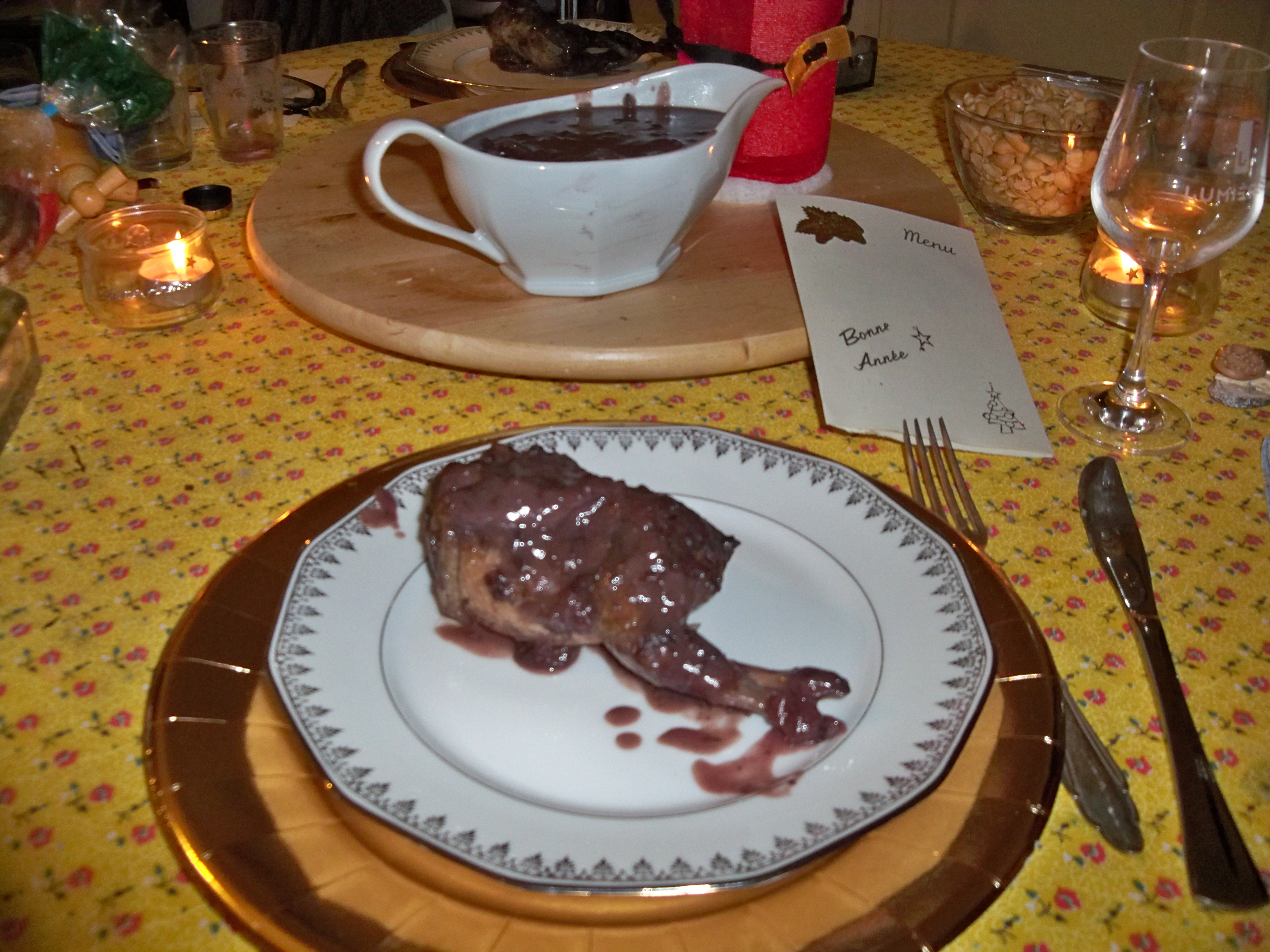
Salmis de caille.

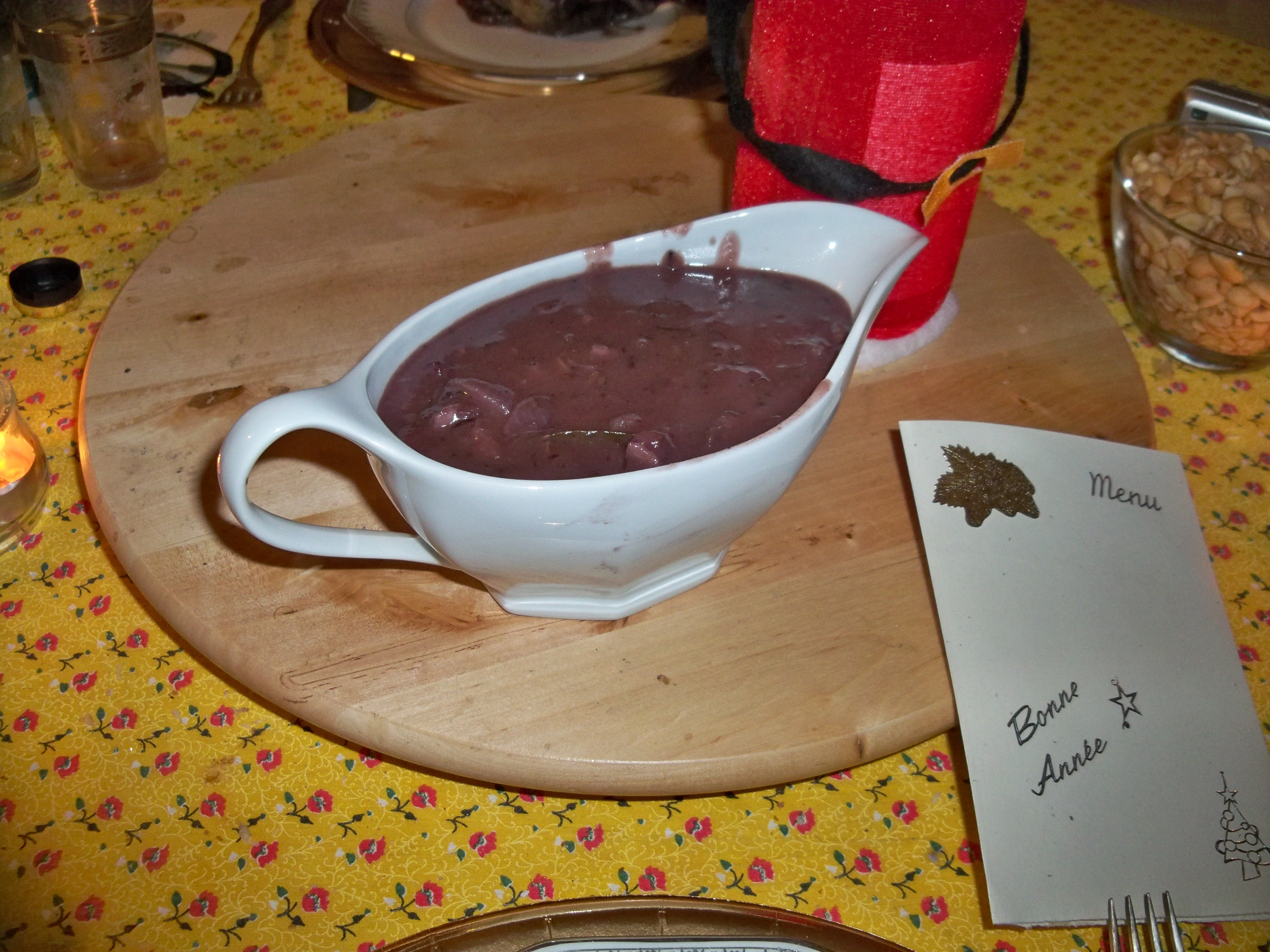
Sauce au vin pour salmis.

Le Littré (1880) en donne la définition suivante : « Ragoût de pièces de gibier déjà cuites à la broche ». Ragoût vient de l'ancien français « ragoûter », de « raviver le goût ».
Le salmis de gibier est toujours cuisiné et servi avec une sauce assez relevée, à base de vin épicé (rouge ou blanc).